# Clarkston, Washington
Clarkston är en stad (city) i Asotin County i delstaten Washington. Orten har fått namn efter upptäcktsresanden William Clark. Vid 2010 års folkräkning hade Clarkston 7 229 invånare.